# Gloria Kemasuode
Gloria Kemasuode Ubiebor, née le 30 décembre 1979 dans l'État du Delta (Nigeria), est une athlète nigériane spécialiste des épreuves de sprint. 
Elle est médaillée de bronze du relais 4 × 100 mètres aux Jeux olympiques de 2008 à Pékin, après avoir remporté le titre continental aux championnats d'Afrique d'athlétisme 2008 à Addis-Abeba. 
En juillet 2009, la Nigériane est exclue pour une période de deux ans après avoir été contrôlée positive à la méténolone et à l'éphédrine aux championnats du monde d'athlétisme 2009 de Berlin,.